# Memphis Tams 1972-1973
La stagione 1972-73 dei Memphis Tams fu la 6ª nella ABA per la franchigia.
I Memphis Tams arrivarono quinti nella Eastern Division con un record di 24-60, non qualificandosi per i play-off.

## Roster
| N° | Naz.                   | Ruolo | Sportivo         | Anno | Alt. | Peso |
| -- | ---------------------- | ----- | ---------------- | ---- | ---- | ---- |
|    | Stati Uniti (bandiera) | G     | Darel Carrier    | 1940 | 191  | 84   |
|    | Stati Uniti (bandiera) | A     | Bill Chamberlain | 1949 | 198  | 85   |
|    | Stati Uniti (bandiera) | G     | George Lehmann   | 1942 | 183  | 82   |
| 10 | Stati Uniti (bandiera) | G     | Charlie Williams | 1943 | 183  | 75   |
| 10 | Stati Uniti (bandiera) | G     | Isaiah Wilson    | 1948 | 188  | 79   |
| 11 | Stati Uniti (bandiera) | A     | Wil Jones        | 1947 | 203  | 93   |
| 12 | Stati Uniti (bandiera) | C     | Luther Rackley   | 1946 | 208  | 100  |
| 14 | Stati Uniti (bandiera) | GA    | Johnny Neumann   | 1951 | 198  | 91   |
| 15 | Stati Uniti (bandiera) | A     | Ron Franz        | 1945 | 201  | 93   |
| 20 | Stati Uniti (bandiera) | G     | Mike Davis       | 1946 | 191  | 84   |
| 20 | Stati Uniti (bandiera) | G     | Loyd King        | 1949 | 188  | 82   |
| 22 | Stati Uniti (bandiera) | AC    | Dave Lattin      | 1943 | 198  | 102  |
| 23 | Stati Uniti (bandiera) | G     | George Thompson  | 1947 | 188  | 91   |
| 24 | Stati Uniti (bandiera) | G     | Mervin Jackson   | 1946 | 191  | 79   |
| 30 | Stati Uniti (bandiera) | A     | Bob Ford         | 1950 | 201  | 103  |
| 30 | Stati Uniti (bandiera) | AC    | Les Hunter       | 1942 | 201  | 95   |
| 32 | Stati Uniti (bandiera) | C     | Randy Denton     | 1949 | 208  | 109  |
| 33 | Stati Uniti (bandiera) | A     | Wendell Ladner   | 1948 | 196  | 100  |
| 34 | Stati Uniti (bandiera) | AC    | Lee Davis        | 1945 | 203  | 107  |
| 35 | Stati Uniti (bandiera) | AC    | Warren Davis     | 1943 | 198  | 96   |
| 40 | Stati Uniti (bandiera) | A     | Sam Cash         | 1950 | 203  | 104  |

## Staff tecnico
- Allenatore: Bob Bass